# Acueducto Winka
El Acueducto Winka es un infraestructura para el transporte de Agua localizada en el norte del Estado Zulia al Oeste del país sudamericano de Venezuela. La obra beneficia a por lo menos 6 municipios zulianos y fue desarrollada en su totalidad por el Ministerio del Ambiente de Venezuela, entre 2003 y 2011. El sistema permite aprovechar el agua proveniente del Embalse Tres Ríos suministrando 3600 litros de agua por segundo. Incluye 70,5 kilómetros de tuberías hasta la planta potabilizadora conocida como "Wüinpala" y 92,5 km en total hasta San Rafael del Moján, inaugurados en 2011.